# عدي شهاب
عدي شهاب أحمد من مواليد 14 يونيو 1997، هو لاعب كرة قدم عراقي يلعب كمدافع لنادي الشرطة في الدوري العراقي الممتاز. 

## المسيرة الكروية
بدأت مسيرة شهاب مع نادي الموصل في الدوري العراقي الممتاز 2011-2012، وقد سجل هدفهُ الأول وهو بعمر 15 عامًا ضد نادي سامراء في 29 من يوليو 2012.  بعد توقف النشاط الكروي في الموصل بسبب تنظيم داعش الارهابي، انتقل شهاب إلى الكرح للمشاركة في الدوري الكردستان. حيث انضم إلى نادي غاز الشمال في عام 2016 للمنافسة في دوري النخبة العراقي الأول 2015-2016، ولكن بعد اللعب في مباراة ضد فريق برايتي، اعتُبر انتقاله إلى غاز الشمال غير شرعي بسبب انتهاء فترة الانتقالات وبالتالي مُنح غاز الشمال خسارة 3-0 في المباراة ولم يُسمح لشهاب باللعب معهم بعد الآن. بعد ذلك انضم إلى نادي زاخو قبل أن ينتقل إلى الكرخ في فترة الانتقالات الشتوية لموسم 2016-2017 واستُدعي إلى المنتخب الأولمبي العراقي في مارس 2017.

## المسيرة الدولية
شارك شهاب في أول مباراة دولية له مع العراق ضد تونس في مباراة ودية دوليةفي 7 يونيو 2019. 